# Saguntum
Saguntum lag ten zuiden van de Ebro aan de Spaanse Noordoostkust. De Iberische stadstaat lag daarmee in de Carthaagse invloedssfeer, maar was een bondgenoot van Rome. In 219-218 v.Chr. vond het Beleg van Saguntum plaats; uiteindelijk veroverde de Carthaagse generaal Hannibal (247-182 v.Chr.) de stad en verkocht de overlevenden als slaven, of verjoeg ze. Hierna verklaarde Rome prompt de oorlog aan Carthago, en begon de Tweede Punische Oorlog.
Het feit dat de Romeinse senaat geen actie had ondernomen om de bezetting van Saguntum te voorkomen (ze overlegde daarover tijdens de verovering) leidde tijdens de Renaissance, dus meer dan 1500 jaar later, tot de gevleugelde uitspraak Senatu deliberante, perit Saguntum ("Terwijl de senaat vergadert, gaat Saguntum ten onder"), verwijzende naar een eindeloze overlegsituatie waarbij men de beste kans op ingrijpen lijkt te laten schieten.
De reden dat de Senaat zo lang aarzelde met een oorlogsverklaring was wellicht dat het "bondgenootschap" met Saguntum van recente datum was (na de sluiting van de overeenkomst die Carthago een vrije hand gaf ten zuiden van de Ebro) en vooral het resultaat was van de machinaties van een oorlogszuchtige fractie in Rome. Die oorlog zou de Romeinen veel duurder komen te staan dan zij aanvankelijk hadden verwacht, ook al wonnen zij deze uiteindelijk. De Romeinse geschiedschrijving was er altijd nogal goed in om eigen blunders en vergrijpen "weg te retoucheren".
De ruïnes van de burcht worden tegenwoordig omgeven door de stad Sagunto.

## Noot
1. ↑  De uitspraak wordt wel aan Titus Livius toegeschreven. Hij beschrijft wel de situatie (Ab urbe condita 11.7) maar gebruikt deze woorden niet.